# 古河林業
古河林業株式会社（ふるかわりんぎょう、英文社名：Furukawa Ringyo Co., Ltd.）は、古河グループに所属する林業・住宅メーカー・住宅販売会社である。

## 主力製品・事業
- 秋田杉丸太の生産・販売
- 住宅骨組部材の生産・販売
- 住宅建築（一級建築士事務所）及び総合建設工事業
- 宅地建物取引業
- 土木工事業
- 造園工事業
- 緑化樹木の生産・販売
- 損害及び生命保険代理業
- 建設資材販売

## 主要事業所
- 本社 - 東京都千代田区大手町2-6-4 常盤橋タワー
- 阿仁林業所 - 秋田県北秋田市阿仁銀山下新町119-6
- 七ケ宿林業所 - 宮城県刈田郡七ヶ宿町字諏訪原8
- 三重林業所 - 三重県度会郡大紀町大内山130
- 秋田工場 - 秋田県北秋田市上杉字金沢101-54

## 沿革
- 1875年 - 創業
- 1885年 - 政府より古河鉱業(現:古河機械金属)が払い下げを受けた鉱山の周囲に精錬用薪炭、杭用材の自給のために付属していた鉱山備林の伐採跡地を同社山林部として植林
- 1929年 - 合名会社古河林業として独立
- 1973年 - 木造住宅建築事業を開始
- 2021年 - 本社を東京都千代田区丸の内から東京都千代田区大手町（常盤橋タワー）へ移転

## 主要関係会社
- 古河林業緑化
- 山一林業